# Gustave Moreau
Gustave Moreau, född 6 april 1826 i Paris, död 18 april 1898 i samma stad, var en fransk målare. Han var ett betydande namn inom symbolismen.

## Biografi
Gustave Moreau var son till en arkitekt, som upptäckte hans talang. Han studerade till en början under ledning av François-Édouard Picot och blev vän med Théodore Chassériau, vars arbeten starkt påverkade hans eget.
Moreau blev professor vid Paris École des Beaux-Arts 1891 och bland hans många elever fanns fauvistmålare som Henri Matisse, Georges Rouault och Albert Marquet. Även Jules Flandrin, Theodor Pallady och Léon Prin studerade för Moreau.
Under sin livstid producerade Moreau mer än 8 000 målningar, akvareller och teckningar. Många visas på Musée Gustave Moreau i Paris. Museet är inrymt i hans tidigare ateljé. Det inledde sin verksamhet 1903.

## Måleri
I symbolmättade svårtydda målningar skildrade han en exotisk drömvärld av orientalisk prakt, fylld av suggestiva detaljer.
Moreau hade en 25-årig personlig relation, eventuellt romantisk, med Adelaide-Alexandrine Dureux, en kvinna som han målade av flera gånger. Hans första målning var en Pietà som nu finns i katedralen i Angoulême. År 1853 visades Scen från Höga visan och Darius Död på Salongen i Paris. År 1853 bidrog han med Minotauren och Moses tagande av sina sandaler vid synen av det förlovade landet till den stora utställningen.
Oedipus och sphinxen, en av hans första symbolistiska målningar, ställdes ut på Salongen 1864. Moreau fick då snabbt ett rykte om excentricitet. En kommentator sade att hans arbete var "som en pastisch på Mantegna skapad av en tysk student som slappnar av från sin målning genom att läsa Schopenhauer". Målningen tillhör för närvarande den permanenta samlingen på Metropolitan Museum of Art i New York.

## Galleri

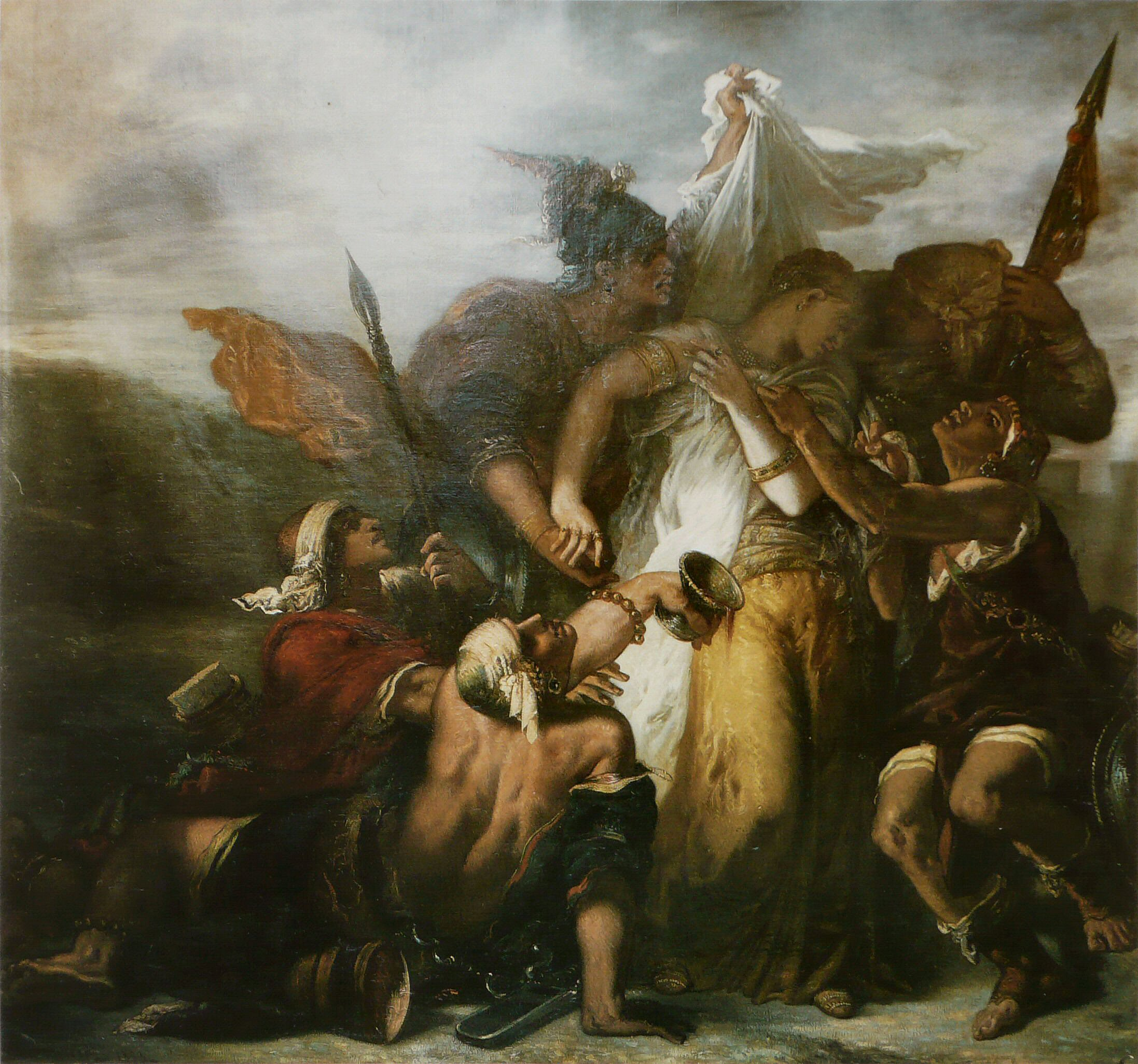
Le Cantique des cantiques (1853), olja på duk, 300 × 319 cm, Musée des Beaux-Arts de Dijon.
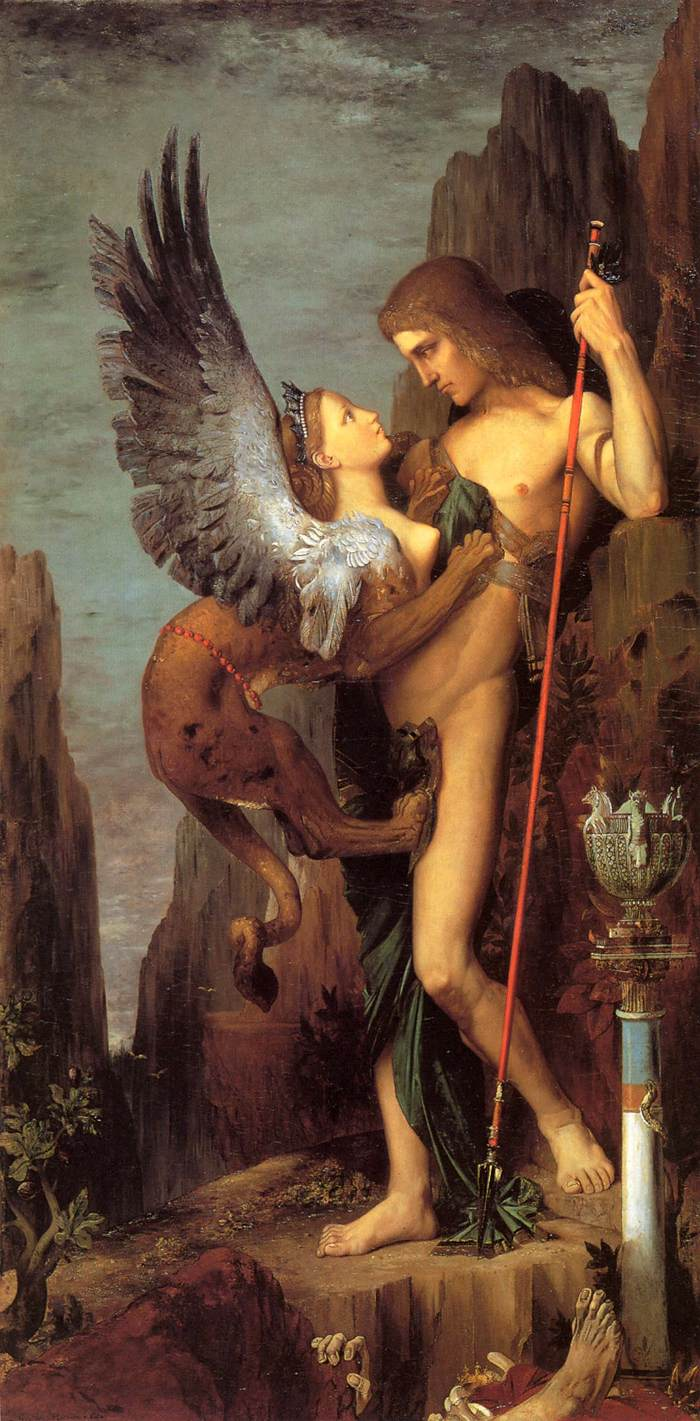
Oedipe et le sphinx (1864), olja på duk, 206 x 105 cm, Metropolitan Museum of Art.